# Piesseville
Piesseville är en ort i Australien. Den ligger i kommunen Wagin och delstaten Western Australia, omkring 190 kilometer sydost om delstatshuvudstaden Perth.
Trakten runt Piesseville är nära nog obefolkad, med mindre än två invånare per kvadratkilometer.. Närmaste större samhälle är Wagin, omkring 14 kilometer söder om Piesseville.
Trakten runt Piesseville består till största delen av jordbruksmark. Genomsnittlig årsnederbörd är 518 millimeter. Den regnigaste månaden är september, med i genomsnitt 95 mm nederbörd, och den torraste är februari, med 5 mm nederbörd.